# Vernéville
Vernéville – miejscowość i gmina we Francji, w regionie Grand Est, w departamencie Mozela.
Według danych na rok 1990 gminę zamieszkiwało 565 osób, a gęstość zaludnienia wynosiła 62 osób/km² (wśród 2335 gmin Lotaryngii Vernéville plasuje się na 551. miejscu pod względem liczby ludności, natomiast pod względem powierzchni na miejscu 661.).